# Vogelskopf
Der Vogelskopf ist ein 1056,4 m ü. NHN hoher, plateauartiger Berg im Nordschwarzwald.

## Lage
Der Vogelskopf gehört zum Nordschwarzwälder Hauptkamm mit der Hornisgrinde (1164 m ü. NHN) und ist diesem zur Oberrheinebene hin geringfügig vorgelagert. Bekannt ist der Gebirgskamm durch die Schwarzwaldhochstraße. Das Gipfelplateau gehört zu vier Gebietskörperschaften: Die Gemeinden Seebach im Norden und Ottenhöfen im Westen sowie die Stadt Oppenau im Süden gehören zum Ortenaukreis. Zum Landkreis Freudenstadt gehört Baiersbronn im Osten. Der Vogelskopf liegt zwischen den Ortslagen Baiersbronn-Obertal und Ottenhöfen und innerhalb des Nationalparks Schwarzwald.
An seinen Hängen entspringen die Acher im gestuften Kar Ruhesteinloch (westlich des Ruhestein-Passes), weiter südlich die nach Osten fließende Rotmurg, ein Quellfluss der Murg, und der nach Süden fließende, durch die Allerheiligen-Wasserfälle bekannte Lierbach, der größte Nebenfluss der Rench.

## Landschaftliche Charakteristik

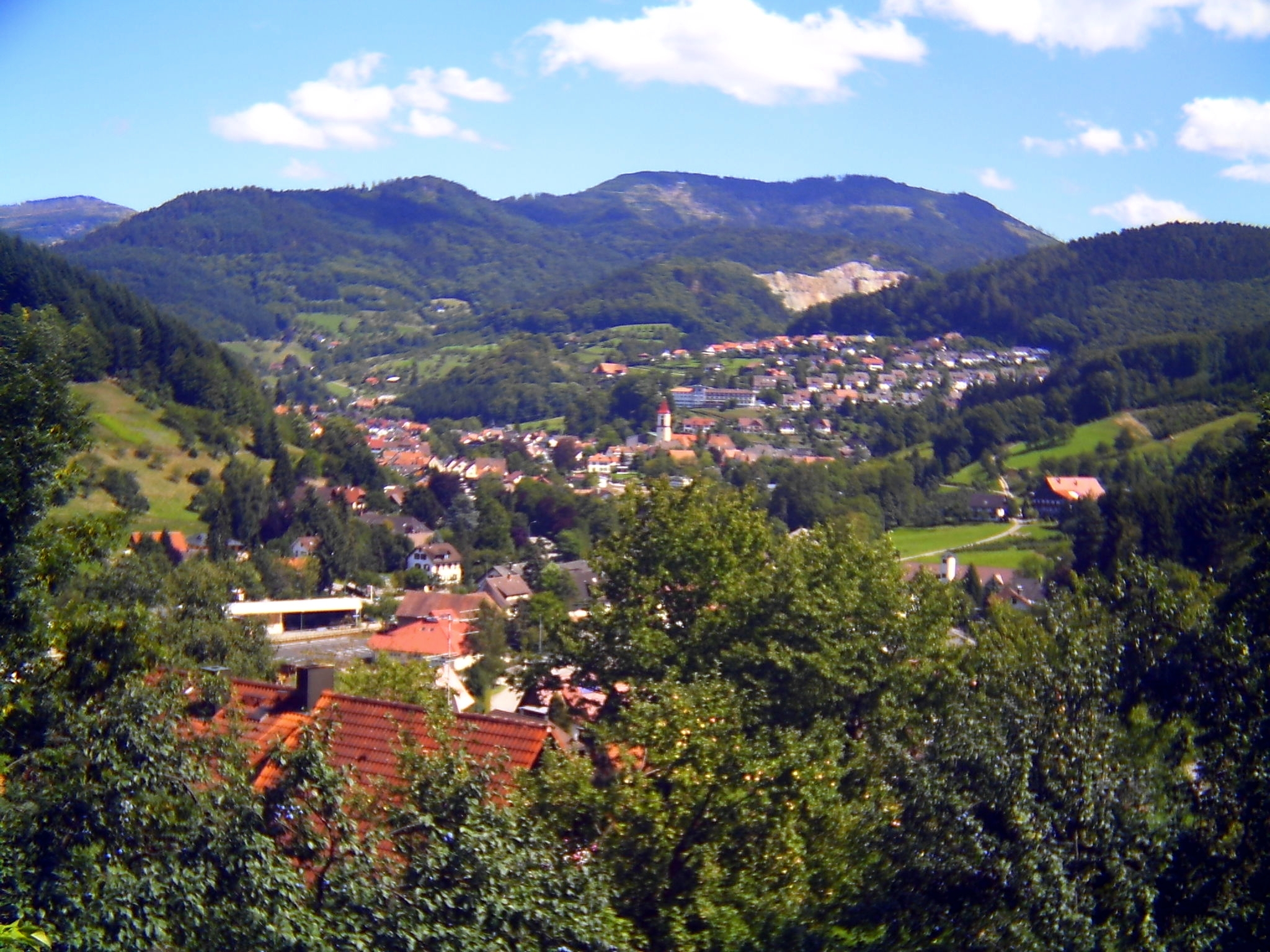
Blick über Ottenhöfen auf Vogelskopf (Mitte) und Melkereikopf (rechts benachbart)

Der nördliche Nachbargipfel auf dem Bergkamm ist jenseits des Ruhesteins der Seekopf (1054,9 m ü. NHN). Im Süden geht das Plateau in den etwas schmaleren Bergrücken des Schliffkopfs (1055,9 m ü. NHN) über. Quer zur Kammrichtung liegen zwei plateauartige Ausläufer; im Osten der Langhardtkopf (953 m ü. NHN) und im Westen der Melkereikopf (1024,1 m ü. NHN), dessen Name auf eine frühere Weidewirtschaft des Klosters Allerheiligen zurückgeht. Aus dem fast 700 Meter tiefen Westabfall des Vogelskopfs nach Ottenhöfen hin hebt sich der als Karlsruher Grat bekannte schroffe Eichhaldenfirst heraus, dessen gangartiges, festes Quarzporphyr-Gestein auch die Ursache ist, dass der zunächst südlich parallel laufende Gottschlägbach bei der Querung dieses Gangs die Wasserfälle am Edelfrauengrab bildet. Ansonsten besteht der Grundgebirgs-Sockel des Vogelskopfs aus Seebach-Granit.
Das für den Grindenschwarzwald typische Plateau des Deckgebirges aus fast horizontalen Schichten des Buntsandsteins ist von einer früher beweideten Grinde eingenommen. Hier wechseln sich Legföhrenbestände mit offenen Feuchtheiden, teils mit schlenkenartigen Wasserflächen und Rasenbinsenflächen ab. Im zentralen, höchsten Bereich befindet sich ein verheidetes Hochmoor. Die Bergflanken sind, abgesehen vom Traubeneichen- und Buchenwald im Gottschlägtal, überwiegend mit Fichten bestockt.

## Erschließung und Tourismus
Der Gipfelbereich wird im Osten von der Schwarzwaldhochstraße tangiert. Deutlich tiefer legt sich die am Ruhestein abzweigende Kreisstraße 5370 im Norden und Westen um den Vogelskopf. Der Westweg des Schwarzwaldvereins passiert den Vogelskopf ebenfalls im Osten. Zugangswege verlaufen in den Hängen unterhalb des Plateaus, ebenso Loipen, die vom Ruhestein ausgehen. In einer nach Nordosten, zum Ruhestein hin, gerichteten Karmulde liegt die Große Ruhesteinschanze. Die einstigen stillen Pfade über die Hochheide des Vogelskopfes sind kaum noch erhalten und gelten nicht als Wanderweg.

## Naturschutz
Vor der Einrichtung des Nationalparks Schwarzwald im Jahr 2014 gehörte die hochmoorartige Gipfelregion zum 1938 gegründeten und 1986 erweiterten Naturschutzgebiet Schliffkopf, das zum größten Teil im Nationalpark aufgegangen ist. Nur noch kleinere Teilflächen sind aus eigentumsrechtlichen Gründen beim Naturschutzgebiet verblieben. Westlich des Gipfelplateaus schließt sich das Naturschutzgebiet Gottschlägtal-Karlsruher Grat an.
Der Gipfelbereich des Vogelskopfs ist außerdem Teil des FFH-Gebiets Wilder See-Hornisgrinde und Oberes Murgtal sowie des Vogelschutzgebiets Nordschwarzwald.